# Prügelknaben
Prügelknaben var et dansk punkband, der bl.a. spillede på de tidlige danske punkscener Rockmaskinen og Saltlageret. Bandet ser ud til, at have været mest aktivt i 1979-1980.
Prügelknaben spillede bl.a. til den legendariske punkfestival Concert of the Moment i Saltlageret den 9. november 1979, og medvirker på det efterfølgende udsendte live-album fra 1980 med numrene "Quickstep" og "Polution". Prügelknaben debuterede i Christianshavns Beboerhus den 31. marts 1979, hvor de spillede sammen med Sods og Elektrochok. Koncerten blev anmeldt af Peter Peter i punkfanzinet Iklipsx nr. 1, maj 1979.
Bandet udsendte i 1980 musik casetten (MC) "Live in studio" på punk/new wave-labelet Irmgardz, og medvirker på den retrospektive punk-opsamligsplade "Bloodstains Across Denmark" fra 1997 bl.a. med numrene "Lenin Zombies" og "Sick".
Bandmedlemmerne i Prügelknaben var Zadis Viola (vokal, guitar), HB Comus (guitar, vokal), Freder, aka Zara Zax (bas, vokal) og Charly, aka Ziggy the Zilly (trommer).
Bandet skiftede i 1980 navn til Jugendknaben, da bassisten gik ud og sangeren Axel Mohr kom ind, hvorpå Zadis koncentrerede sig om guitaren. HB Comus overtog bassen.
Efter en pause gendannedes bandet som Tanzknaben i 1982. Da bandet samme år atter engang gik i opløsning, fortsatte Zadis med diverse soloprojekter i eget navn og bandnavnene La Violenza og Box de Viola. 
31. marts 2019 (på 40 årsdagen for debuten i 1979) udgav Prügelknaben LPen "Prygl på vinyl" med optagelser fra perioden 1979-1986. Pladen er presset på Nordsø Records, København på 180 gram vinyl og coveret er i gatefold-format med otte sider booklet. Peter Peter har masteret musikken og Katrine Høyberg har lavet artwork. Pladen er presset i 500 eksemplarer, heraf de første 40 eksemplarer i special release edition i grøn vinyl med sort/hvid splatter (udsolgt). De næste 60 kom i special Record Store Day edition i grøn vinyl. Og de sidste 400 i sort vinyl.
Axel Mohr døde i 2003, og Zadis Viola i 2019 tre uger efter udgivelsen af pladen.

## Diskografi
- Concert of the Moment – compilation, 3LP (Irmgardz – Irmg 002) 1980
- Concert of the Moment – MC x 2 (Irmgardz – IRMG K502) 1980
- Live in studio, MC (Irmgardz – Irmgk 501) 1980
- Bloodstains Across Denmark – compilation, 12" LP 1997
- Prygl på vinyl - LP, Mädchen Schallplatten 001, 2019.